# زمین‌لرزه ۱۹۵۶ یونان
زمین‌لرزه یونان  در تاریخ ۹ ژوئیه ۱۹۵۶ میلادی، برابر با ‎۱۸ تیر ۱۳۳۵، ساعت ۳:۱۱:۴۵ به زمان یوتی‌سی در یونان رخ داد. ژرفای این زلزله ۳۵ کیلومتر بود. بزرگی آن ۷٫۸ در مقیاس Mw اعلام شده‌است. زمین‌لرزه به وقت محلی در روز دوشنبه، ساعت ۵ روی داده و منطقه زمانی آن یوتی‌سی +۲ بوده‌است (با لحاظ تغییر ساعت تابستانی).
سازمان زمین‌شناسی آمریکا نیز جای این زمین‌لرزه را در مختصات ۳۶°۵۴′شمالی ۲۶°۰۰′شرقی / ۳۶٫۹°شمالی ۲۶°شرقی و بزرگی آنرا برابر با ۷٫۸ در مقیاس ریشتر اعلام کرده‌است. ژرفای گزارش شده از سوی این سازمان ۲۰ کیلومتر می‌باشد.
تعداد زخمیان ۱۰۰ نفر برآورده شده‌است.سونامی نیز در این زلزله گزارش شده‌است.